# Euchromia pagenstecheri
Euchromia pagenstecheri är en fjärilsart som beskrevs av Johannes Karl Max Röber 1887. Euchromia pagenstecheri ingår i släktet Euchromia och familjen björnspinnare. Inga underarter finns listade i Catalogue of Life.